# Virtue
Virtue es el segundo álbum de estudio de la banda norteamericana The Voidz, lanzado el 30 de marzo de 2018 por los sellos discográficos Cult y RCA. Es el primer álbum en el que la banda usa su nuevo nombre después de acortarlo de "Julian Casablancas + TheVoidz".

## Producción, promoción y lanzamiento
El 7 de octubre de 2017, The Voidz interpretó canciones de Virtue por primera vez durante una presentación secreta bajo el nombre de "YouTube Comments" (comentarios de YouTube), como una supuesta banda de tributo a Voidz. Se presentaron en Los Ángeles, en donde también interpretaron "Wink", "ALieNNatioN", " We're Where We Are", "My Friend the Walls" y "Lazy Boy". La banda también interpretó "Wink" en el programa brasileño The Noite mientras estaban de gira en Sudamérica ese mismo mes.
El 8 de diciembre de 2017, The Voidz lanzó un video que anunciaba el lanzamiento del álbum, el nuevo nombre de la banda y su contrato con RCA. Fue dirigido por Warren Fu. El video incluye fragmentos de "Pointlessness" y de "Pyramid of Bones", así como también de "The World Is Waiting for the Sunrise", original de Les Paul and Mary Ford.
El primer sencillo del álbum, "Leave It in My Dreams", fue lanzado el 23 de enero de 2018 y le siguió el lanzamiento de "QYURRYUS" al día siguiente. "Pointlessness", "All Wordz Are Made Up", y "ALieNNatioN" fueron los siguientes sencillos, mientras que se lanzó un vídeo musical para "Pyramid of Bones" el 29 de marzo de 2018.
La portada del álbum es una pintura del artista argentino-español Felipe Pantone.
La canción "Think Before You Drink" es una reversión acústica de una canción disco del año 1978 por Michael Cassidy y la banda se inspiró en un cover de la misma canción interpretada por Hansadutta Swami.

## Lista de canciones
| N.º   | Título                   | Duración |  |
| 1.    | «Leave It In My Dreams»  | 4:00     |  |
| 2.    | «QYURRYUS»               | 2:53     |  |
| 3.    | «Pyramid of Bones»       | 4:28     |  |
| 4.    | «Permanent High School»  | 4:14     |  |
| 5.    | «AlieNNatioN»            | 4:40     |  |
| 6.    | «One of the Ones»        | 2:38     |  |
| 7.    | «All Wordz Are Made Up»  | 3:19     |  |
| 8.    | «Think Before You Drink» | 2:47     |  |
| 9.    | «Wink»                   | 4:00     |  |
| 10.   | «My Friend The Walls»    | 4:03     |  |
| 11.   | «Pink Ocean»             | 5:27     |  |
| 12.   | «Black Hole»             | 3:15     |  |
| 13.   | «Lazy Boy»               | 3:31     |  |
| 14.   | «We're Where We Were»    | 3:46     |  |
| 15.   | «Pointlessness»          | 5:16     |  |
| 58:09 |                          |          |  |

## Listas de ventas
| Lista (2018)                                     | Lugar más alto |
| ------------------------------------------------ | -------------- |
| Heatseeker Álbumes de Nueva Zelanda (RMNZ)       | 9              |
| Billboard Hot 100 de Estados Unidos              | 151            |
| Álbumes alternativos de Billboard Estados Unidos | 8              |
| Álbumes de rock de Bollboard Estados Unidos      | 23             |